# Клеменс, Мари-Жанна
Мари-Жанна Клеменс, урождённая Кревуазье (фр. Marie Jeanne Clemens, née Crévoisier; 16 ноября 1755, Париж — 20 марта 1791, Берлин) — французско-датская художница и гравёр.

## Биография и творчество
Мари-Жанна Кревуазье родилась 16 ноября 1755 года в Париже. Её отец был часовых дел мастером. После того как его не стало, мать Мари-Жанны снова вышла замуж, а девочка жила с тёткой — возможно, мадам Линьо (Madame Lignot), которую она изобразила на одном из своих рисунков.
В 1781 году Мари-Жанна вышла замуж за датского гравёра Йохана Фредерика Клеменса, с которым познакомилась в годы его обучения в Париже, и уехала вместе с ним в Копенгаген. В 1782 году она была принята в Датскую королевскую академию изящных искусств, хотя для полноценного членства в Академии было необходимо предоставить обязательные конкурсные работы, чего Мари-Жанна не сделала.
В 1788 году супруги Клеменс переселились в Берлин. В 1791 году Мари-Жанна стала членом Берлинской академии искусств, но в том же году скончалась от туберкулёза. У неё остался девятилетний сын; ещё двое детей умерли в раннем возрасте.
Мари-Жанна Клеменс работала преимущественно пастелью, а также в технике гравюры. Основным её жанром был портрет. Некоторые рисунки художницы хранятся в Государственном музее искусств в Копенгагене.